# D mol
D mol est un groupe musical monténégrin formé en 2018.
Le groupe, dont le nom signifie « ré mineur » en monténégrin, est composé d'élèves de l'école de chant de Danijel Alibabić (sr) : Tamara Vujačić, Mirela Ljumić, Ivana Obradović, Željko Vukčević, Emel Franca et Rizo Feratović.
Après avoir remporté la finale nationale Montevizija 2019, le groupe a été sélectionné pour représenter le Monténégro au Concours Eurovision de la chanson 2019 avec la chanson Heaven terminant 16ème de leur demi finale avec 46 points, ils n'ont donc pas participé à la finale. Cette chanson en langue anglaise a été écrite par Aleksandar Miličić et la musique par Dejan Božović.

## Single
2019 : Heaven
2019 : 21. Maj